# 모슬린

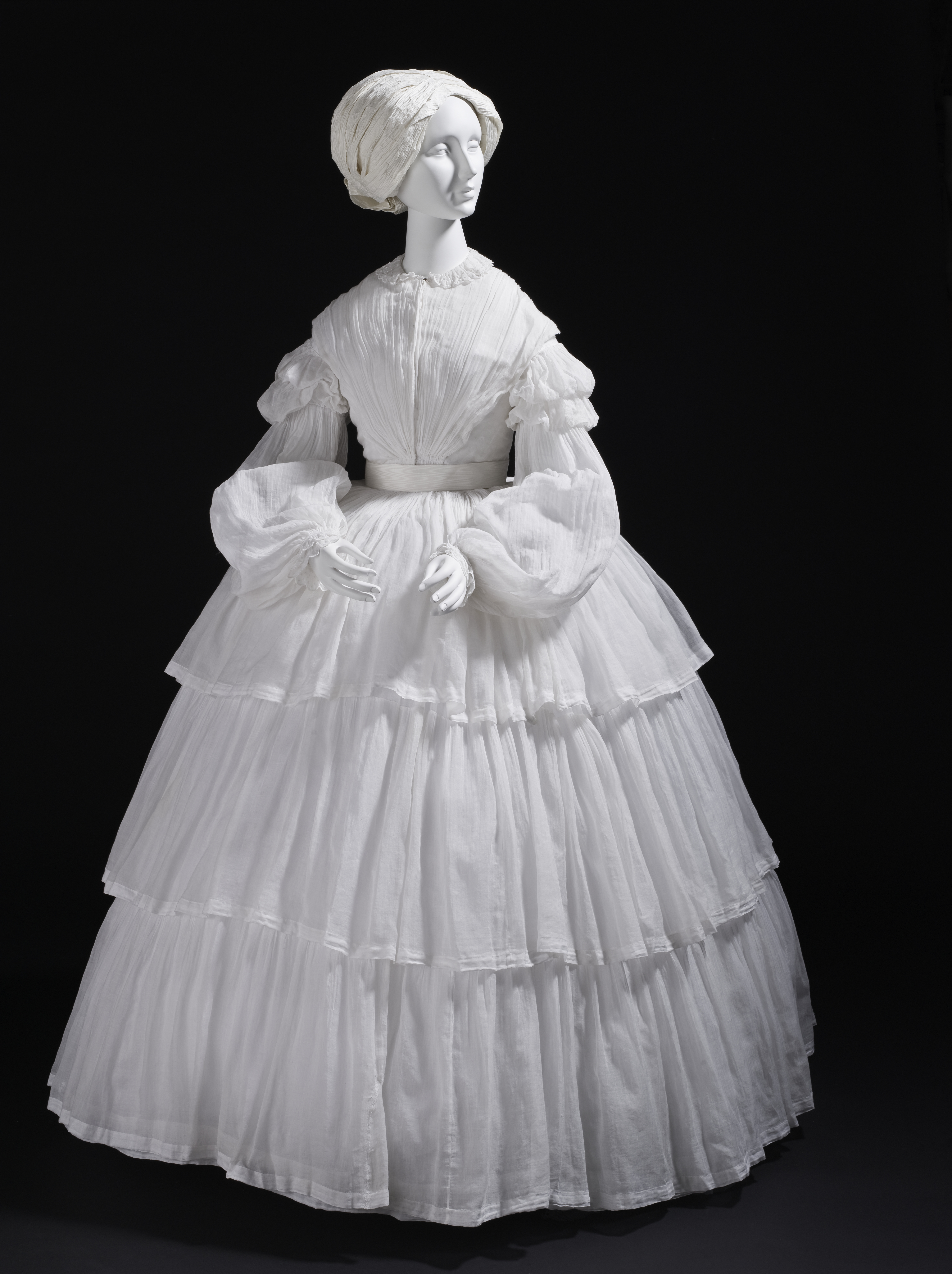

모슬린(muslin)은 면사를 촘촘하게 짜서 표백하지 않은 흰색 직물이다. 그 이름은 이 직물이 처음 만들어진 이라크의 도시 모술에서 유래했다. 영국에서는 얇은 면직물을 모슬린이라고 하며, 미국에서는 일상 생활에서 튼튼한 직물을 모슬린이라고 한다.